# Podświetlanie składni
Podświetlanie (kolorowanie) składni (ang. syntax highlighting) – wyróżnianie elementów składniowych kodu źródłowego programu (np. słów kluczowych, komentarzy) w edytorze tekstu za pomocą koloru oraz atrybutów. Funkcja ta dostępna jest obecnie w większości edytorów programistycznych.

## Przykład
Oto przykład kodu w języku Object Pascal (por. Delphi) kolorowanego przez edytor kodu:

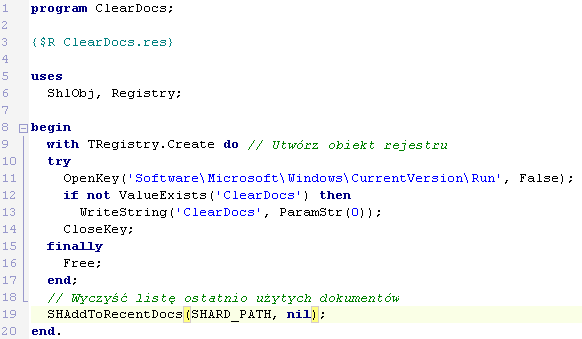
Kod kolorowany przez edytor kodu Delphi

W powyższym przykładzie edytor rozpoznał słowa kluczowe (wyróżnione drukiem wytłuszczonym w kolorze ciemnoniebieskim, np. program). Rozpoznał również ciągi znaków oraz liczbę, kolorując je na niebiesko. Komentarze są oznaczone innym kolorem, co odróżnia je od kodu podlegającego kompilacji. Również innym kolorem została wyróżniona dyrektywa kompilatora.
Moduł kolorujący składnię może dodatkowo stosować inne efekty jeszcze bardziej poprawiające czytelność kodu, np. podświetlenie wiersza, w którym aktualnie znajduje się kursor lub wyróżnianie pary nawiasów, klamer, itp. (wiersz 19).
Kolorowanie kodu jest stosowane również dla języków interpretowanych, takich jak HTML czy PHP. Funkcję tę wykorzystują także inne narzędzia, np. LaTeX.
Podczas czytania wielu stron kodu lub długich listingów, podświetlanie składni znakomicie poprawia czytelność tekstu. Użytkownik (np. programista lub webmaster) może ignorować nieistotne dla niego fragmenty, skupiając się na tym, czego akurat potrzebuje.